# Thickfreakness
Thickfreakness är bluesrockduon The Black Keys andra album, utgivet i april 2003.
Som med bandets övriga album är inspelningen tämligen lo-fi-betonad. De spelades till största delen in under 14 timmar i Patrick Carneys källare, på en Tascam 388 8-kanals rullbandspelare.
Låten "Set You Free" fanns också med på soundtracket till filmen School of Rock från samma år.

## Låtlista
1. "Thickfreakness" (Dan Auerbach, Patrick Carney) - 3:48
2. "Hard Row" (Auerbach, Carney) - 3:15
3. "Set You Free" (Auerbach, Carney) - 2:46
4. "Midnight in Her Eyes" (Auerbach, Carney) - 4:02
5. "Have Love Will Travel" (Richard Berry) - 3:04
6. "Hurt Like Mine" (Auerbach, Carney) - 3:27
7. "Everywhere I Go" (Junior Kimbrough) - 5:40
8. "No Trust" (Auerbach, Carney) - 3:37
9. "If You See Me" (Auerbach, Carney) - 2:52
10. "Hold Me in Your Arms" (Auerbach, Carney) - 3:19
11. "I Cry Alone" (Auerbach, Carney) - 2:48